# Misaki Emura
Misaki Emura (Oita, 20 de novembro de 1998) é uma esgrimista japonesa.

## Carreira
Em 2014, ela ganhou a medalha de ouro no evento de equipe mista nas Olimpíadas de Verão da Juventude, realizadas em Nanquim, China. Um mês depois, ela competiu nos eventos de sabre individual feminino e sabre de equipe feminino nos Jogos Asiáticos de 2014, realizados em Incheon, Coreia do Sul. Em 2017, ela competiu no evento de sabre feminino no Campeonato Mundial de Esgrima, realizado em Leipzig, Alemanha. Ela ganhou uma das medalhas de bronze no evento de sabre individual feminino na Universíada de Verão de 2017, realizada em Taipei, Taiwan. Ela também ganhou a medalha de ouro no evento de sabre de equipe feminino.
Em 2021, ela competiu no evento de sabre feminino nas Olimpíadas de Verão de 2020, realizadas em Tóquio, Japão. Ela também competiu no evento de sabre feminino por equipe. Ela ganhou a medalha de prata nas provas de sabre individual e por equipe feminino no Campeonato Asiático de Esgrima de 2022, realizado em Seul, Coreia do Sul. Ela ganhou a medalha de ouro na prova de sabre feminino no Campeonato Mundial de Esgrima de 2022, realizado no Cairo, Egito.
Nos Jogos Olímpicos de Verão de 2024, em Paris, conquistou a medalha de bronze na disputa de sabre por equipes ao lado de Risa Takashima, Seri Ozaki e Shihomi Fukushima.